# Eupithecia vitans
Eupithecia vitans là một loài bướm đêm trong họ Geometridae.